# 걸쇠

걸쇠를 여는 모습

걸쇠, 빗장, 문빗장, 경관(扃關), 염이는 둘 이상의 물체나 표면이 결합하면서 분리를 허용하는 기계적 잠금쇠의 일종이다. 영어로는 래치(latch)라고 한다.
문이나 창의 자물쇠와는 구별하지만 같은 제품에서 이 둘을 볼 수는 있다. 금속이나 플라스틱의 평평한 용수철에서부터 멀티포인트 캠축 걸쇠에 이르기까지 종류가 다양하다.